# اوله تستروپ
اوله تستروپ (دانمارکی: Ole Thestrup؛ ‏ ۱۲ مارس ۱۹۴۸ – ۲ فوریهٔ ۲۰۱۸) یک بازیگر اهل دانمارک بود. وی بین سال‌های ۱۹۷۸ تا ۲۰۱۷ میلادی فعالیت می‌کرد.
از فیلم‌هایی که وی در آن نقش داشته‌است، می‌توان به سیب‌های آدم، قصاب‌های سبز، نورهای سوسوزننده، شب انتخابات و انسان و مرغ اشاره کرد.